# ایلاکاترا
ایلاکاترا (به لاتین: Ilakatra) یک منطقهٔ مسکونی در ماداگاسکار است که در وهیپنو واقع شده‌است. ایلاکاترا ۱۷٬۰۰۰ نفر جمعیت دارد و ۲۷ متر بالاتر از سطح دریا واقع شده‌است.